# Обињи ан Ланоа
Обињи ан Ланоа (фр. Aubigny-en-Laonnois) насеље је и општина у североисточној Француској у региону Пикардија, у департману Ен (Пикардија) која припада префектури Лаон.
По подацима из 2011. године у општини је живело 113 становника, а густина насељености је износила 25,62 становника/km². Општина се простире на површини од 4,41 km². Налази се на средњој надморској висини од 200 метара (максималној 212 m, а минималној 92 m).

## Демографија
| 1962. | 1968. | 1975. | 1982. | 1990. | 1999. | 2011. |
| ----- | ----- | ----- | ----- | ----- | ----- | ----- |
| 80    | 124   | 85    | 94    | 120   | 114   | 113   |

График промене броја становника у току последњих година